# Anania austa
Anania austa is een vlinder van de familie van de grasmotten (Crambidae). De wetenschappelijke naam van deze soort is voor het eerst voorgesteld als Pyrausta  austa door Embrik Strand in een publicatie uit 1918.
De soort komt voor in Taiwan. Deze vlinder is voor het eerst ontdekt in Kosempo, een district dat tegenwoordig Jiasian heet en in het arrondissement Kaohsiung ligt.